# Listă de edituri de literatură fantastică
Aceasta este o listă de edituri care au publicat un număr semnificativ de lucrări de literatură fantastică.

## 0–9
- 47North

## A
- Ace Books
- Atheneum Books

## B
- Baen Books
- Ballantine Books
- Bento Books

## C
- Carcosa

## D
- DAW Books
- Del Rey Books
- Donald M. Grant, Publisher

## E
- Editura Tineretului
- Editrice Nord

## F
- Fantasy Publishing Company, Inc.
- Fedogan & Bremer

## H
- Hadley Rille Books
- Hippocampus Press

## I
- Editura Ion Creangă

## K
- Kayelle Press

## M
- M=SF (Meulenhoff)

## N
Necropolitan Press
- Nemira

## O
- Orbit Books

## P
- Papaveria Press
- Phoenix Pick
- Poseidon Press
- Prime Press

## Q
- Quirk Books

## R
- Roc Books

## S
- Shasta Publishers
- Silver Key Press
- Sphere Books

## T
- Timescape Books
- Tor Books

## U
- Underwood–Miller

## V
- Visionary Publishing Company

## Vezi și
- Listă de edituri de literatură științifico-fantastică
- Listă de edituri de literatură de groază